# Arrondissement di Port-de-Paix
L'arrondissement di Port-de-Paix è un arrondissement di Haiti facente parte del dipartimento del Nordovest. Il capoluogo è Port-de-Paix.

## Geografia antropica

### Suddivisioni amministrative
L'arrondissement di Port-de-Paix comprende 4 comuni:
- Port-de-Paix
- Bassin-Bleu
- Chansolme
- La Tortue